# Nội các Cộng hòa Dân chủ Nhân dân Triều Tiên
Nội các Cộng hoà Dân chủ Nhân dân Triều Tiên là cơ quan hành chính cao nhất của Cộng hoà Dân chủ Nhân dân Triều Tiên, có chức năng chủ yếu là quản lý nhà nước nói chung. Nội các gồm tổng lý, phó tổng lý, bộ trưởng và uỷ viên trưởng các uỷ ban. Nội các chịu trách nhiệm trước Hội đồng Nhân dân Tối cao và Ủy ban thường vụ.
Nhiệm vụ, quyền hạn của Nội các bao gồm ban hành, sửa đổi bổ sung các quy định liên quan đến lĩnh vực quản lý nhà nước trên cơ sở Hiến pháp và pháp luật; thành lập cũng như giải tán một số cơ quan thuộc Nội các, các tổ chức kinh tế, các doanh nghiệp cũng như được phép áp dụng các biện pháp cần thiết để cải thiện cơ cấu kinh tế của đất nước; áp dụng các biện pháp để củng cố và phát triển hệ thống ngân hàng…

## Lịch sử
Hiến pháp đầu tiên của Triều Tiên được thông qua năm 1948, quyền hành pháp được trao cho Chính phủ dưới sự điều hành của Kim Nhật Thành. Năm 1972, với việc chức vụ Chủ tịch nước đứng đầu ngành hành pháp, và Chính phủ được chia thành 2 tổ chức: Ủy ban Nhân dân Trung ương và Hội đồng Bộ trưởng Nhà nước. Ủy ban Nhân dân Trung ương là cơ quan thiết lập mối liên kết giữa Đảng và chính quyền được hoạt động đặc biệt có quyền lực thực tế như siêu chính phủ. Ủy ban Quốc phòng là tiểu ban của cơ quan này. Quyền hạn chính của Ủy ban Nhân dân Trung ương bao gồm tất cả và do Chủ tịch nước lãnh đạo. Trách nhiệm của Ủy ban Nhân dân Trung ương là xây dựng chính sách đối nội và đối ngoại, chỉ đạo công tác của Hội đồng Bộ trưởng Nhà nước và các cơ quan địa phương, chỉ đạo các cơ quan tư pháp, bảo đảm việc thi hành Hiến pháp và pháp luật khác, bổ nhiệm hoặc miễn nhiệm các phó tổng lý và các thành viên Chính phủ, thành lập, thay đổi các phân khu hành chính hoặc ranh giới, và việc phê chuẩn hoặc bãi bỏ các hiệp ước quốc tế đã ký với nước ngoài. Ủy ban Nhân dân Trung ương cũng có thể ban hành các nghị định, quyết định và hướng dẫn. Hội đồng Bộ trưởng Nhà nước do Ủy ban Nhân dân Trung ương chỉ đạo và được lãnh đạo bởi tổng lý và bao gồm các phó tổng lý, các bộ trưởng, Chủ tịch ủy ban, và các thành viên nội các các cấp khác của các cơ quan trung ương. Hội đồng Bộ trưởng Nhà nước chịu trách nhiệm xây dựng kế hoạch và biện pháp thực hiện, dự thảo ngân sách nhà nước, và xử lý các vấn đề tiền tệ và tài chính khác phát triển kinh tế nhà nước.
Năm 1982, Bộ các Lực lượng vũ trang Nhân dân và Bộ Bảo an được Chủ tịch nước trực tiếp lãnh đạo cùng với Ủy ban Thanh tra Nhà nước.
Năm 1990, Ủy ban Nhân dân Trung ương và Hội đồng Bộ trưởng Nhà nước được tách riêng biệt hoạt động độc lập, vào năm 1992 sửa đổi Hiến pháp được trao trực tiếp cho Hội đồng Nhân dân Tối cao. Năm 1998, Ủy ban Nhân dân Trung ương và Hội đồng Bộ trưởng Nhà nước bị bãi bỏ, và Nội các được tái tạo.

## Tổ chức
Nội các được lập bởi Hội đồng Nhân dân Tối cao. Hội đồng Nhân dân Tối cao chọn một tổng lý, bổ nhiệm ba phó tổng lý và các bộ trưởng của Nội các. Nội các đang bị chi phối bởi Đảng Lao động Triều Tiên và đã có kể từ khi thành lập của Bắc Triều Tiên vào năm 1948. Trong thời gian Hội đồng Nhân dân Tối cao không họp, Nội các chịu trách nhiệm trước Chủ tịch Hội đồng Nhân dân Tối cao.
Nội các có quyền giám sát và kiểm tra Ủy ban nhân dân các địa phương về kinh tế và chính quyền.

## Nhiệm vụ và quyền hạn
Nội các là cơ quan hành chính cao nhất của Cộng hoà Dân chủ Nhân dân Triều Tiên, chịu trách nhiệm triển khai thực hiện các chính sách kinh tế của Nhà nước, theo sự chỉ đạo của Đảng Lao động Triều Tiên. Nội các không chịu trách nhiệm về các vấn đề quốc phòng và an ninh, những vấn đề này được xử lý bởi Ủy ban Quốc phòng. Như vậy, các tổ chức an ninh như Quân đội Nhân dân Triều Tiên, Bộ An ninh nhân dân, Cục An ninh Nhà nước và trực thuộc trực tiếp bởi Ủy ban Quốc phòng. Nội các triệu tập một phiên họp toàn thể và một cuộc họp thường kỳ. Các phiên họp toàn thể bao gồm tất cả các thành viên Nội các, trong khi các cuộc họp thường kỳ chỉ gồm Đoàn Chủ tịch, trong đó có tổng lý, phó tổng lý và các thành viên nội các khác mà tổng lý đề cử. Nội các hình thành bởi pháp luật trong đó ban hành các quyết định, chỉ thị. Nội các chịu trách nhiệm:
- Áp dụng các biện pháp để thực hiện chính sách Nhà nước.
- Nghiên cứu, sửa đổi, bổ sung các quy định liên quan đến quản lý Nhà nước dựa trên Hiến pháp và pháp luật.
- Hướng dẫn công việc của các Ủy ban Nội các, các Bộ, cơ quan trực tiếp của Nội các, Ủy ban nhân dân địa phương.
- Thiết lập và loại bỏ các cơ quan trực tiếp của Nội các, các tổ chức kinh tế hành chính chính, và các doanh nghiệp, và có biện pháp để cải thiện cơ cấu quản lý Nhà nước.
- Xây dựng kế hoạch Nhà nước đối với sự phát triển của nền kinh tế quốc gia và áp dụng các biện pháp thực hiện.
- Dự toán ngân sách nhà nước và các biện pháp để thực hiện.
- Tổ chức và điều hành các công việc trong các lĩnh vực của ngành công nghiệp, nông nghiệp, xây dựng, giao thông vận tải, thông tin liên lạc, thương mại, thương mại, quản lý đất đai, quản lý thành phố, giáo dục, khoa học, văn hóa, y tế, thể dục, quản lý lao động, bảo vệ môi trường, du lịch và những lĩnh vực khác.
- Áp dụng các biện pháp để tăng cường hệ thống tiền tệ và ngân hàng.
- Thanh tra và kiểm soát công việc để thiết lập một trật tự quản lý nhà nước.
- Áp dụng các biện pháp để duy trì trật tự xã hội, bảo vệ sở hữu và lợi ích của Nhà nước và xã hội tổ chức hợp tác, và để đảm bảo quyền lợi của công dân.
- Ký kết hiệp ước với nước ngoài, và tiến hành các hoạt động đối ngoại.
- Bãi bỏ các quyết định và hướng dẫn của các cơ quan hành chính kinh tế, trong đó trái với quyết định nội các hay sự quản lý.

Ở cấp địa phương, Nội các giám sát các Ủy ban Nhân dân địa phương.

### Thành phần nội các
- Văn phòng tổng lý Nội các
- Văn phòng Phó tổng lý Nội các
- Bộ Tài Chính
- Bộ Ngoại giao
- Bộ Quốc phòng (tên cũ là Bộ Các Lực lượng Vũ trang, hiện tại thuộc Ủy ban Quốc vụ)
- Bộ An ninh Xã hội (tương đương với Bộ Công an, tên cũ là Bộ An ninh Nhân dân, hiện tại thuộc Ủy ban Quốc vụ)
- Bộ An ninh Quốc gia (hiện tại thuộc Ủy ban Quốc vụ)
- Ủy ban Giáo dục Nhà nước
  - Bộ Giáo dục Phổ thông
  - Bộ Giáo dục Cao cấp
- Bộ Y tế
- Bộ Bưu Tín
- Bộ Giao thông Vận tải
- Bộ Đường sắt
- Bộ Thương mại
- Bộ Lao động
- Bộ Văn hóa
- Bộ Quản lý đô thị
- Bộ Xây dựng Phát triển Thủ đô
- Bộ Công nghiệp luyện kim
- Bộ Công nghiệp điện tử
- Bộ Công nghiệp Vật liệu xây dựng và Kiến trúc
- Bộ Công nghiệp than
- Bộ Công nghiệp điện
- Bộ Công nghiệp khai khoáng
- Bộ Công nghiệp hóa chất
- Bộ Công nghiệp dầu
- Bộ Công nghiệp nhẹ
- Bộ Công nghiệp năng lương nguyên tử
- Bộ Nông nghiệp
- Bộ Lâm nghiệp
- Bộ Thủy sản
- Bộ Tài nguyên Bảo vệ môi trường
- Bộ Giám sát Xây dựng Nhà nước
- Bộ Lương Thực
- Bộ Giám sát
- Bộ Thể thao
- Ủy ban Kế hoạch Nhà nước
- Ủy ban Khoa học Công nghệ Nhà nước
- Cục Thống kê
- Ngân hàng Triều Tiên
- Viện Khoa học Nhà nước
- Viện Khoa học Xã hội
- Bí thư Trưởng Nội các
  - Văn phòng cục trưởng Cục Công tác Nội các
  - Văn phòng cục trưởng Cục Chính trị Nội các
  - Văn phòng cục phó Cục Chính trị Nội các
- Ủy ban đầu tư liên doanh Nhà nước

## Thành viên Nội các

### Nội các hiện tại
| Chức vụ                                                                                   | Họ và tên      | Ghi chú |
| ----------------------------------------------------------------------------------------- | -------------- | ------- |
| Tổng lý                                                                                   | Kim Jae-ryong  | [ 4 ]   |
| Phó tổng lý Chủ tịch Ủy ban Kế hoạch Nhà nước                                             | Ro Tu-chol     | [ 4 ]   |
| Phó tổng lý                                                                               | Im Chol-ung    | [ 4 ]   |
| Phó tổng lý                                                                               | Kim Tok-hun    | [ 4 ]   |
| Phó tổng lý                                                                               | Ri Ju-o        | [ 4 ]   |
| Phó tổng lý                                                                               | Ri Ryong-nam   | [ 4 ]   |
| Phó tổng lý                                                                               | Jon Kwang-ho   | [ 4 ]   |
| Phó tổng lý                                                                               | Tong Jong-ho   | [ 4 ]   |
| Phó tổng lý Bộ trưởng Bộ Nông nghiệp                                                      | Ko In-ho       | [ 4 ]   |
| Bộ trưởng Bộ Ngoại giao                                                                   | Ri Yong-ho     | [ 4 ]   |
| Bộ trưởng Bộ Công nghiệp Năng lượng Điện tử                                               | Kim Man-su     | [ 4 ]   |
| Bộ trưởng Bộ Công nghiệp Than                                                             | Mun Myong-hak  | [ 4 ]   |
| Bộ trưởng Bộ Công nghiệp Luyện kim                                                        | Kim Chung-gol  | [ 4 ]   |
| Bộ trưởng Bộ Công nghiệp Hóa chất                                                         | Jang Kil-ryong | [ 4 ]   |
| Bộ trưởng Bộ Đường sắt                                                                    | Jang Hyok      | [ 4 ]   |
| Bộ trưởng Bộ Giao thông Vận tải                                                           | Kang Jong-gwan | [ 4 ]   |
| Bộ trưởng Bộ Công nghiệp khai khoáng                                                      | Ryom Chol-su   | [ 4 ]   |
| Bộ trưởng Bộ Phát triển Tài nguyên Quốc gia                                               | Kim Chol-su    | [ 4 ]   |
| Bộ trưởng Bộ Công nghiệp Dầu mỏ                                                           | Ko Kil-son     | [ 4 ]   |
| Bộ trưởng Bộ Lâm nghiệp                                                                   | Han Ryong-guk  | [ 4 ]   |
| Bộ trưởng Bộ Công nghiệp chế tạo máy móc                                                  | Yang Sun-hHo   | [ 4 ]   |
| Bộ trưởng Bộ Đóng tàu                                                                     | Kang Chol-gu   | [ 4 ]   |
| Bộ trưởng Bộ Năng lượng Nguyên tử                                                         | Wang Chang-uk  | [ 4 ]   |
| Bộ trưởng Bộ Năng lượng                                                                   | Kim Jae-song   | [ 4 ]   |
| Bộ trưởng Bộ Bưu chính và Thông tin                                                       | Kim Kwang-chol | [ 4 ]   |
| Bộ trưởng Bộ Xây dựng và Công nghiêp vật liệu xây dựng                                    | Pak Hun        | [ 4 ]   |
| Bộ trưởng Bộ Kiểm soát Xây dựng Nhà nước                                                  | Kwon Song-ho   | [ 4 ]   |
| Bộ trưởng Bộ Công nghiệp nhẹ                                                              | Choe Il-ryong  | [ 4 ]   |
| Bộ trưởng Bộ Công nghiệp Địa phương                                                       | Jo Yong-chol   | [ 4 ]   |
| Bộ trưởng Bộ Công nghiệp Tiêu dùng                                                        | Ri Kang-son    | [ 4 ]   |
| Bộ trưởng Bộ Ngư nghiệp                                                                   | Song Chun-sop  | [ 4 ]   |
| Bộ trưởng Bộ Tài chính                                                                    | Ki Kwang-ho    | [ 4 ]   |
| Bộ trưởng Bộ Lao động                                                                     | Yun Kang-ho    | [ 4 ]   |
| Bộ trưởng Bộ Ngoại thương                                                                 | Kim Yong-jae   | [ 4 ]   |
| Chủ tịch Ủy ban Công nghệ Khoa học Nhà nước                                               | Ri Chung-gil   | [ 4 ]   |
| Chủ tịch Học viện Khoa học Nhà nước                                                       | Jang Chol      | [ 4 ]   |
| Bộ trưởng Bộ Bảo vệ môi trường và đất đai                                                 | Kim Kyong-jun  | [ 4 ]   |
| Cục trưởng Cục giám sát chính sách lâm nghiệp của Ủy ban các vấn đề nhà nước              | Kim Kyong-jun  | [ 4 ]   |
| Bộ trưởng Bộ Quản lí đô thị                                                               | Kang Yong-su   | [ 4 ]   |
| Bộ trưởng Bộ Thu mua và Quản lý Thực phẩm                                                 | Mun Ung-jo     | [ 4 ]   |
| Bộ trưởng Bộ Thương mại                                                                   | Kim Kyong-nam  | [ 4 ]   |
| Chủ tịch Ủy ban Giáo dục Nhà nước                                                         | Kim Sung-du    | [ 4 ]   |
| Giám đốc Đại học Kim Il-sung Chủ tịch Ủy ban Hướng dẫn Đảng Bộ trưởng Bộ Giáo dục Cao cấp | Choe Sang-gon  | [ 4 ]   |
| Bộ trưởng Bộ Y tế                                                                         | O Chun-bok     | [ 4 ]   |
| Bộ trưởng Bộ Văn hóa                                                                      | Pak Chun-nam   | [ 4 ]   |
| Bộ trưởng Bộ Thể dục Thể thao                                                             | Kim Il-guk     | [ 4 ]   |
| Thống đốc Ngân hàng Nhà nước                                                              | Kim Chon-gyun  | [ 4 ]   |
| Cục trưởng Cục Thống kê Nhà nước                                                          | Choe Sung-ho   | [ 4 ]   |
| Chánh văn phòng Nội các                                                                   | Kim Yong-ho    | [ 4 ]   |